# Fardagafoss
Fardagafoss (che in lingua islandese significa: cascata dei giorni di viaggio), è una cascata situata nel comune di Múlaþing, all'interno della regione dell'Austurland, nella parte orientale dell'Islanda.

## Descrizione
La cascata si trova lungo il corso del fiume Miðhúsaá, che ha la sua origine nell'altopiano di Fjarðarheiði e che qui forma un salto tra le rocce di 28 metri. Poco a monte c'è anche la piccola cascata chiamata Gufufoss, che ha lo stesso nome di un'altra cascata posta nei pressi del villaggio di Seyðisfjörður. Il torrente Miðhúsaá è un affluente di destra dell'Eyvindará, che scorre a nord dell'aeroporto di Egilsstaðir, nei pressi del lago Lagarfljót.
In passato dietro alla cascata si apriva una rientranza che formava di grotta. Una leggenda affermava che chiunque fosse riuscito a entrare nella grotta, avrebbe potuto avere esaudito un desiderio. La grotta però nel frattempo franata, rendendo attualmente impossibile controllare la veridicità della leggenda.

## Etimologia
La parola in lingua islandese fardagar significa: giorni di viaggio e si riferisce ai giorni della settimana estiva in cui, per antica tradizione, ci si metteva in viaggio per cambiare lavoro. In quel periodo, la cascata ha la massima portata d'acqua per effetto dello scioglimento della neve sull'altopiano di Fjarðarheiði.